# Compañía telefónica

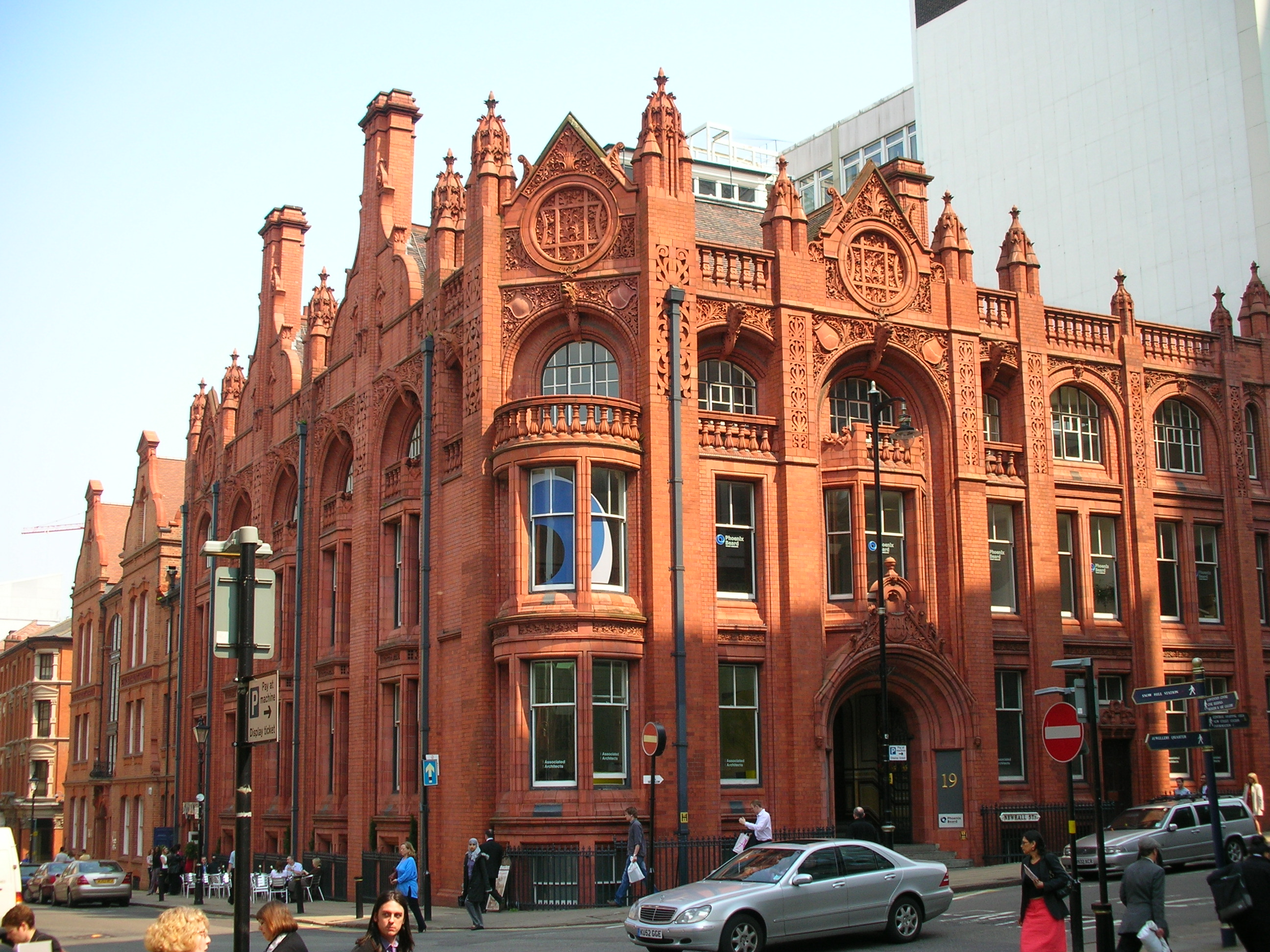
La Edison Bell Telephone Company, edificio de 1896 en Birmingham, Inglaterra

Una compañía telefónica, también conocido como telco, proveedor de servicios de telefonía, u operador de telecomunicaciones, es un tipo de proveedor de servicios de comunicaciones (CSP) (más precisamente, un proveedor de servicios de telecomunicaciones o TSP) que proporciona servicios de telecomunicaciones tales como telefonía y acceso a comunicaciones de datos. Muchas compañías telefónicas fueron en un tiempo de las agencias gubernamentales o de propiedad privada, pero regulada por el estado de los monopolios. Las agencias gubernamentales se refieren a menudo, sobre todo en Europa, como PTT (servicios de correo, telégrafo y teléfono).
Las compañías telefónicas son portadores comunes, y en Estados Unidos también se llaman portadores de intercambio local. Con el advenimiento de la telefonía telcel, las compañías telefónicas incluyen ahora los operadores inalámbricos, o los operadores de redes móviles.
La mayoría de las compañías telefónicas ahora también funcionan como proveedores de servicios de Internet (ISP) y la distinción entre una compañía telefónica y un ISP puede desaparecer por completo con el tiempo, ya que la tendencia actual para la convergencia de proveedores en la industria continúa.

## Cultura popular
La comediante Lily Tomlin frecuentemente satirizó la industria telefónica (Bell System y entonces dominante del país en particular) con una obra de teatro que juega al operador telefónico Ernestine. Ernestine, que se convirtió en uno de los personajes de Tomlin, fue quizás el más famoso por la línea siguiente: "No nos importa;
no somos nosotros.
Somos la compañía de teléfonos."
- En la película satírica 1967 Analista del Presidente, "TPC, la empresa telefónica", se representa como conspiradora para esclavizar a la humanidad mediante la sustitución de teléfonos fijos con teléfonos móviles implantados.
- En el videojuego de 1988 Zak McKracken and the Alien Mindbenders, la compañía telefónica (TPC) fue utilizada por los extraterrestres Capetonian en secreto para reducir la inteligencia de los seres humanos.